# Casa-Palacio de la Calle del Sol
La casa-palacio de la calle del Sol es un inmueble de la ciudad española de Talavera de la Reina, en la provincia de Toledo. Ubicado en el número 21 de la vía, se trata de una construcción palaciega barroca del siglo XVII, como atestiguan dos inscripciones en óvalos de piedra que pueden verse en una de las paredes del patio de la primera planta, en las que se da cuenta de las fechas de iniciación y terminación del edificio. 
En su portada de piedra pueden reconocerse unas pilastras bajomedievales, lo que hace pensar que toda la portada sea de la misma época. Sobre el dintel puede verse un escudo del que han desaparecido las armas, siendo sustituidas por un azulejo con el número de la casa. 
Todo lo demás puede identificarse con los elementos típicos de una casa barroca, excepcionalmente bien conservados: 
- dos balcones de hierro forjado sobre palomillas del mismo material y azulejería lisa con tonos blancos y azules, típicos de la época;
- puerta tachonada con herrajes originales;
- zaguán con enlosado de piedras de granito;
- estancia que pudiera haber sido la cuadra, ya que hay elementos conservados de ese uso y comunicada a través de un hueco de la escalera. El patio, con dos plantas de edificación, con suelos de madera y camones de yeso sobre vigas apeadas en zapatas de madera y capiteles de orden toscano en la planta baja, mientras que en la planta alta los capiteles son de orden corintio.

La escalera es de excepcional belleza, abierta desde el patio y asentada sobre pilastras de granito y arcos enlucidos de medio punto, que se repiten en el piso superior. Peldaños y barandilla son de granito, el último elemento de losas macizas que atestan sobre pilastras, coronadas por esferas en cada cambio de orientación. 

## Fuente
- Este artículo incluye contenido derivado de una disposición relativa al proceso de protección, incoación o declaración de un bien cultural o natural publicada en el BOE n.º 280 el 23 de noviembre de 1995 (texto), el cual está libre de restricciones conocidas en virtud del derecho de autor de conformidad con lo dispuesto en el artículo 13 de la Ley de Propiedad Intelectual española.

- Datos: Q5411827